# Little Berkhamsted
Little Berkhamsted is een civil parish in het bestuurlijke gebied East Hertfordshire, in het Engelse graafschap Hertfordshire.